# Електронний обмін даними
Електро́нний о́бмін да́ними  (ЕОД, Electronic data interchange EDI) — серія стандартів та конвенцій по передачі структурованої цифрової інформації між організаціями, заснована на певних регламентах та форматах переданих повідомлень.
Засіб, за допомогою якого компанії можуть використовувати мережі для ділової взаємодії. Якщо електронне листування між компаніями — явище звичайне, ЕОД має на увазі передачу великих обсягів інформації, заміняючи великі паперові документи такі, як рахунки і контракти.